# Batalla de Darbesac
La batalla de Darbesac o batalla de Mari, fou un enfrontament armat entre els mamelucs d'Egipte i l'exèrcit del Regne Armeni de Cilícia, el 24 d'agost del 1266, que resultà desastrós per als armenis.

## Context
El conflicte començà quan el soldà mameluc Bàybars I demanà al rei armeni Hethum I que trenqués la seva aliança amb els mongols, i se sotmetés com a vassall seu; a més li exigia que lliurés tots els territoris i fortaleses que Hethum havia adquirit durant la seva campanya amb els mongols. Després d'aquestes amenaces, Hethum I anà a la cort mongola de l'Il-kanat per obtenir suport militar. Durant la seva absència, els mamelucs enviaren un exèrcit a Armènia Menor comandat per Al-Mansur Alí i Qalàwun.

## Batalla
Els dos fills de Hethum I, Lleó i Toros s'encarregaren de la defensa alertant les fortaleses situades a l'entrada del país. Els mamelucs, no obstant, evitaren de passar per aquestes fortaleses, triant altres camins per les muntanyes i es trobaren amb els armenis a Mari, al costat del castell de Darbesac el 24 d'agost del 1266. La batalla fou ràpida i els armenis foren derrotats. Lleó fou capturat i Toros morí durant el combat. El fill d'Simbaci el Conestable, que era armeni per part de pare i mongol per part de mare, anomenat Vasil Tatar, també fou capturat pels mamelucs. Sembla que els dos cap van ser tractats dignament durant la captivitat.

## Conseqüències
Després de la victòria els mamelucs envaïren Armènia Menor, assolaren les grans ciutats de la plana: Mamistra, Adana i Tars, i a més el port d'Ayas. Un altre grup de mamelucs, comandats per Mansur s'apoderaren de la capital, Sis. El pillatge durà 20 die i 40.000 armenis van ser fets presoners.
Quan Hethum I arribà amb tropes mongoles, es va trobar el país devastat. Hethum I es veié obligat a negociar per recuperar el seu fill Lleó, el qual fou alliberat a canvi de la donació de les fortaleses frontereres als mamelucs. El 1269, Hethum I abdicà a favor del seu fill i es feu monjo, però morí poc després. Lleó es trobà en la difícil situació de refer el seu reialme, que seguia subjecte a l'Imperi Mongol, alhora que hauria de pagar tribut als mamelucs.